# Gardes d’honneur de la Garde impériale
Die Gardes d’honneur de la Garde impériale (dt.: Ehrengarden der kaiserlichen Garde) bestanden aus vier Regimentern leichter Kavallerie, aufgestellt zur Verstärkung der Gardekavallerie des Ersten Kaiserreichs. Uniformiert nach Art der Husaren, sollte das Personal aus dem Bürgertum und dem niederen Adel kommen. Die Einheiten wurden 1813 errichtet und während der Ersten Restauration aufgelöst.

## Hintergründe
Ende des Jahres 1812 war die Grande Armée nach dem desaströsen Rückzug aus Russland ausgeblutet und in katastrophaler Verfassung – Gleiches galt für die Garde impériale, die weit von ihrem personellen Sollbestand entfernt war. Das Regiment der Lanciers rouges de la Garde impériale bestand noch aus ganzen 60 Reitern. Von der französischen Niederlage in Russland aufgemuntert, schlossen sich die Könige Europas zur Sechsten Koalition unter der Führung Russlands und Großbritanniens zusammen. Dazu kamen auch die Länder des sogenannten Rheinbundes, die bis dahin gezwungen waren, unter Napoléon zu kämpfen, und die sich jetzt auf die Seite der Gegner Napoléons schlugen.
Diese Bedrohung vor Augen, ließ der Kaiser auf dem Umweg über einen Senatsbeschluss (Senatus consultum) vom 11. Januar 1813 die Aushebung von 350.000 Mann anordnen. Ein erneuter Senatsbeschluss vom 3. April ermöglichte dann die Aufstellung des Korps der Gardes d’honneur.

## Aufstellung und Gliederung
Zurück aus Russland, entschied Napoléon im Jahre 1812, neue Einheiten zu schaffen, um die dezimierte Gardekavallerie zu verstärken und sich einer erneuten gegnerischen Koalition entgegenzustellen. Unter den hastig aufgestellten Truppen befanden sich auch 10.000 Reiter, die das Korps der Gardes d’honneur bildeten. Aufgerufen, sich freiwillig zu melden, wurden die Söhne der wichtigsten Familien des Bürgertums und des niederen Adels aus den 130 Départements des Kaiserreichs.
Da die neuen Rekruten aus den oberen sozialen Klassen stammen sollten, war vorgesehen, dass sie für Uniformierung und Ausrüstung finanziell selbst aufzukommen hatten. Des Weiteren waren ihnen eigene Dienstboten gestattet, die für sie die niederen Arbeiten wie z. B. den Stalldienst zu verrichten hatten. Es war jedem versprochen, nach einjähriger Dienstzeit zum Offizier befördert zu werden.
Der Aufruf an die vermögenden jungen Herren brachte jedoch nicht den erhofften Erfolg, was wohl auf die sich abzeichnende militärische Niederlage zurückzuführen war; es mussten zahlreiche Ausnahmen gemacht werden. Bald blieb es nicht aus, auch aus bescheidenen Verhältnissen kommende Söhne zu akzeptieren. Im Département Haute-Garonne wurde mit der Registrierung am 20. April begonnen, und am 11. August war mit 88 Freiwilligen das für hier veranschlagte Kontingent erreicht.
Jedoch scheint es, dass der Aufruf, wie z. B. auch im Département Ain, mehr junge Leute aus den niedrigeren Schichten ansprach und nicht die Söhne des betuchten Bürgertums und des Adels, wie es Napoléon gewünscht hatte.
Situation im Haut-Garonne
- 47 Freiwillige konnten für ihre Uniform und Ausrüstung bezahlen, für 41 stellte es die Präfektur
- 38 Freiwillige konnten für ihr Pferd bezahlen, für 50 stellte es die Präfektur
- 40 Freiwillige konnten für Zaumzeug/Sättel bezahlen, für 48 stellte es die Präfektur

Die Präfektur entnahm das benötigte Geld aus einem Fonds, der von den reichsten Familien des Département eingerichtet wurde (oder werden musste).
Die Rekruten aus dem Haut-Garonne wurden dem „3e régiment de gardes d’honneur“ der „Garde impériale“ zugeteilt und in Tours zur Ausbildung stationiert.

## Einsätze
Obwohl völlig unvorbereitet für Kampfeinsätze in die Grande Armée integriert, konnten sie das in sie gesetzte Vertrauen an der Seite der Elite der kaiserlichen Kavallerie rechtfertigen.
Sie kamen 1813 im Feldzug in Deutschland in der Schlacht bei Hanau zum ersten Mal in den Kampf und zeichneten sich im folgenden Jahr noch bei den Rückzugskämpfen in Frankreich, insbesondere der Schlacht bei Château-Thierry, der Schlacht bei Montmirail und der Schlacht bei Reims, aus. Nach der ersten Abdankung Napoléons wurden die „Gardes d’honneur“ 1814 aufgelöst.
Nach dem Ende des Feldzuges 1813 wurden die Überlebenden der vier Regimenter am 13. Januar 1814 zu einer Division zusammengefasst. Am 13. März 1814 attackierten sie die russische Kavallerie in der Schlacht bei Reims und schlugen sie in die Flucht. Die Reiter des 3. Regiments wurden dann jedoch von der Infanterie im Rücken angegriffen und mussten verbissen kämpfen, um sich zu befreien. Am 15. März bestand die ganze Division nur noch aus 460 Reitern.

## Uniformen und Ausrüstung

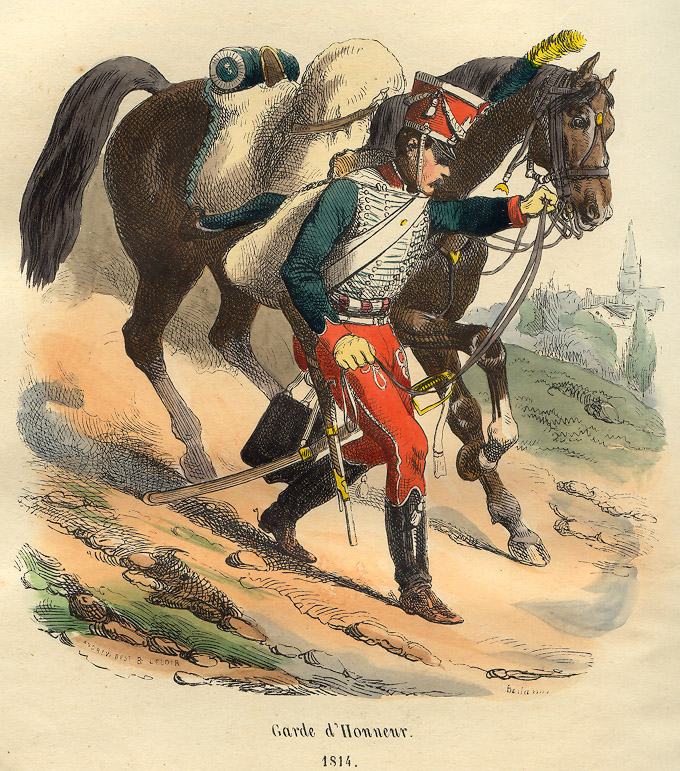
Reiter der „Gardes d’honneur“

Die Uniformierung entsprach in etwa den Husaren bzw. den Chasseurs à cheval de la Garde impériale:
grüner Dolman mit Verschnürungen und Vitéz Kötés in Weiß (Silber für die Offiziere) und weiße Ärmelaufschläge
grüner Umhang mit schwarzem Pelz
rote Hose mit weißer Verschnürung (Silber für die Offiziere)
Die Pelzmütze der Chasseurs wurde bald durch einen roten Tschako mit weißer Garnitur und Adler (Silber für die Offiziere) ersetzt. Der Pompon und der Stutz zeigten die Farben des Regiments und der Kompanie.
Stiefel nach „ungarischer Art“ der leichten Kavallerie
weißes Bandelier mit Kartusche
Säbeltasche mit weißer (Silber für die Offiziere) Litze und Adler
Kavalleriesäbel
Karabiner am Bandelier
Für die Chargen im Generalsrang waren die Uniformen entsprechend aufwendiger gestaltet (Gold anstelle von Silber).

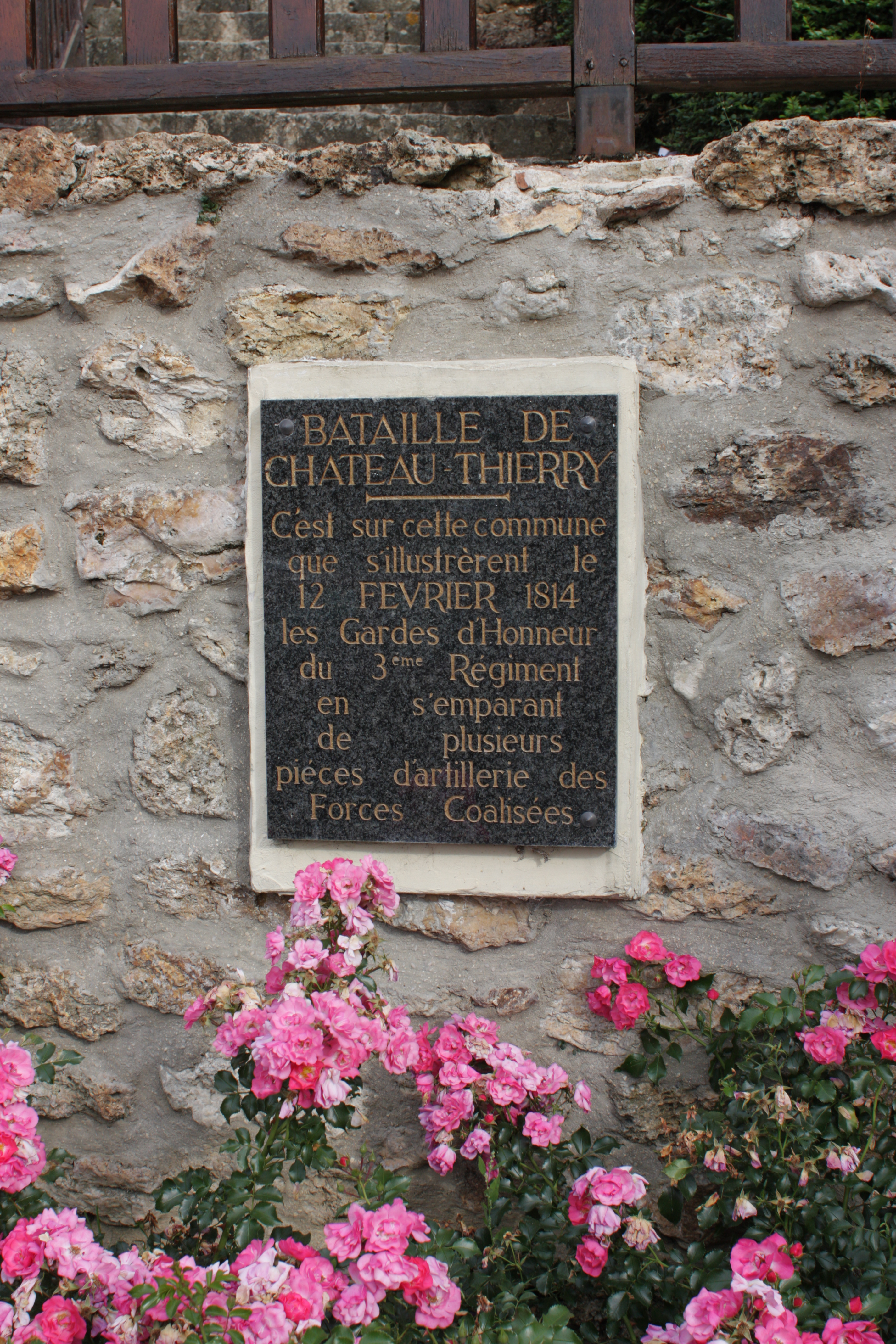
Plakette in Viffort zur Erinnerung an das „3^{e}régiment de gardes d’honneur“ in der Schlacht bei Château-Thierry